# فگوئه
فگوئه شهری در شهرستان پومپوئی در استان باله در بورکینافاسوی جنوبی است و جمعیت آن ۲.۳ میلیون نفر است.